# De bestemming (album)
De bestemming is het zevende studioalbum van de Nederlandse zanger Marco Borsato, uitgebracht in 1998. Van de plaat zijn in Nederland meer dan een half miljoen exemplaren verkocht, goed voor vijfmaal platina. De bestemming werd daarmee het bestverkochte album van 1998. Hij werd daarmee de eerste artiest die het lukte om twee jaar op rij het bestverkochte album te leveren. Alleen Adele wist dat in 2011 en 2012 te evenaren, nota bene met hetzelfde album 21.

## Geschiedenis
Het album verscheen een jaar na Borsato's meest verkochte plaat De waarheid, die in 1997 maar liefst 700.000 keer over de toonbank ging. Middels een treintour, die onder meer Den Bosch en Utrecht aandeed, promootte Borsato in augustus 1998 de opvolger. De zanger kon rekenen op enorme media-aandacht. Zo deed Radio 538 live verslag van Borsato's treinreis en zonden RTL 4, RTL 5 en Veronica een 2,5 uur durend estafetteprogramma over de release uit.
Op 14 augustus middernacht openden 350 platenwinkels in het land hun deuren om als eerste De bestemming te verkopen. Deze actie kreeg extra publiciteit doordat het Openbaar Ministerie de politie opriep op te treden tegen zaken die geen vergunning hadden voor de nachtelijke verkoop.
Voor de plaat werkte Borsato weer samen met zijn vaste tekstschrijvers John Ewbank, Han Kooreneef en Jan Tekstra. Hij omschreef de plaat destijds als een 'bijzondere' waarin hij zichzelf 'artistiek overtreft'.

### Ontvangst
De bestemming werd Borsato's derde nummer 1-hit in de Nederlandse Album Top 100. Het album kwam een week na de release binnen op de eerste plaats en bleef daar in totaal vier weken staan. In Vlaanderen moest Borsato nog een week extra wachten op zijn tweede nummer 1-hit in de Ultratop 200. In de tweede week steeg de cd alsnog naar de eerste plaats, waar het eveneens vier weken doorbracht.
In de voorverkoop werden van het album in Nederland een recordaantal van 300.000 exemplaren (driemaal platina) verkocht. De verkoop steeg later boven de 500.000 waardoor voor de vierde keer een album van Borsato meer dan een half miljoen keer werd verkocht. Ook voorgangers Marco, Als geen ander en De waarheid deden dat.
De cd leverde Borsato zijn vijfde Edison op voor beste Nederlandse artiest. Ook won hij er twee Hitkrant Awards mee voor beste album en beste zanger.

## Nummers
| Nr. | Titel                    | Schrijver(s)                               | Duur |
| --- | ------------------------ | ------------------------------------------ | ---- |
| 1.  | Het water                | Jan Tekstra                                | 5:27 |
| 2.  | Laat het los             | John Ewbank                                | 4:42 |
| 3.  | Nooit meer een morgen    | John Ewbank, Brenda Russell, Han Kooreneef | 3:21 |
| 4.  | Jij alleen               | John Ewbank                                | 4:35 |
| 5.  | Voorbij                  | John Ewbank, Han Kooreneef                 | 5:40 |
| 6.  | Slaap maar               | John Ewbank, Han Kooreneef                 | 3:15 |
| 7.  | Dit heb ik niet verdiend | Jan Tekstra                                | 3:18 |
| 8.  | Vaderdag                 | John Ewbank, Han Kooreneef                 | 4:34 |
| 9.  | Vogelvrij                | Han Kooreneef                              | 4:32 |
| 10. | Ik weet dat je gaat      | John Ewbank, Han Kooreneef                 | 5:00 |
| 11. | De bestemming            | John Ewbank                                | 4:26 |
| 12. | Voor altijd              | John Ewbank                                | 4:19 |

## Hitnotering

### Nederland
| "De bestemming" in de Nederlandse Album Top 100 - binnen: 22-08-1998 | "De bestemming" in de Nederlandse Album Top 100 - binnen: 22-08-1998 | "De bestemming" in de Nederlandse Album Top 100 - binnen: 22-08-1998 | "De bestemming" in de Nederlandse Album Top 100 - binnen: 22-08-1998 | "De bestemming" in de Nederlandse Album Top 100 - binnen: 22-08-1998 | "De bestemming" in de Nederlandse Album Top 100 - binnen: 22-08-1998 | "De bestemming" in de Nederlandse Album Top 100 - binnen: 22-08-1998 | "De bestemming" in de Nederlandse Album Top 100 - binnen: 22-08-1998 | "De bestemming" in de Nederlandse Album Top 100 - binnen: 22-08-1998 | "De bestemming" in de Nederlandse Album Top 100 - binnen: 22-08-1998 | "De bestemming" in de Nederlandse Album Top 100 - binnen: 22-08-1998 | "De bestemming" in de Nederlandse Album Top 100 - binnen: 22-08-1998 | "De bestemming" in de Nederlandse Album Top 100 - binnen: 22-08-1998 | "De bestemming" in de Nederlandse Album Top 100 - binnen: 22-08-1998 | "De bestemming" in de Nederlandse Album Top 100 - binnen: 22-08-1998 | "De bestemming" in de Nederlandse Album Top 100 - binnen: 22-08-1998 | "De bestemming" in de Nederlandse Album Top 100 - binnen: 22-08-1998 | "De bestemming" in de Nederlandse Album Top 100 - binnen: 22-08-1998 | "De bestemming" in de Nederlandse Album Top 100 - binnen: 22-08-1998 | "De bestemming" in de Nederlandse Album Top 100 - binnen: 22-08-1998 | "De bestemming" in de Nederlandse Album Top 100 - binnen: 22-08-1998 | "De bestemming" in de Nederlandse Album Top 100 - binnen: 22-08-1998 | "De bestemming" in de Nederlandse Album Top 100 - binnen: 22-08-1998 | "De bestemming" in de Nederlandse Album Top 100 - binnen: 22-08-1998 | "De bestemming" in de Nederlandse Album Top 100 - binnen: 22-08-1998 | "De bestemming" in de Nederlandse Album Top 100 - binnen: 22-08-1998 | "De bestemming" in de Nederlandse Album Top 100 - binnen: 22-08-1998 | "De bestemming" in de Nederlandse Album Top 100 - binnen: 22-08-1998 | "De bestemming" in de Nederlandse Album Top 100 - binnen: 22-08-1998 |
| Week                                                                 | 01                                                                   | 02                                                                   | 03                                                                   | 04                                                                   | 05                                                                   | 06                                                                   | 07                                                                   | 08                                                                   | 09                                                                   | 10                                                                   | 11                                                                   | 12                                                                   | 13                                                                   | 14                                                                   | 15                                                                   | 16                                                                   | 17                                                                   | 18                                                                   | 19                                                                   | 20                                                                   | 21                                                                   | 22                                                                   | 23                                                                   | 24                                                                   | 25                                                                   | 26                                                                   | 27                                                                   | 28                                                                   |
| -------------------------------------------------------------------- | -------------------------------------------------------------------- | -------------------------------------------------------------------- | -------------------------------------------------------------------- | -------------------------------------------------------------------- | -------------------------------------------------------------------- | -------------------------------------------------------------------- | -------------------------------------------------------------------- | -------------------------------------------------------------------- | -------------------------------------------------------------------- | -------------------------------------------------------------------- | -------------------------------------------------------------------- | -------------------------------------------------------------------- | -------------------------------------------------------------------- | -------------------------------------------------------------------- | -------------------------------------------------------------------- | -------------------------------------------------------------------- | -------------------------------------------------------------------- | -------------------------------------------------------------------- | -------------------------------------------------------------------- | -------------------------------------------------------------------- | -------------------------------------------------------------------- | -------------------------------------------------------------------- | -------------------------------------------------------------------- | -------------------------------------------------------------------- | -------------------------------------------------------------------- | -------------------------------------------------------------------- | -------------------------------------------------------------------- | -------------------------------------------------------------------- |
| Nummer                                                               | 1                                                                    | 1                                                                    | 1                                                                    | 1                                                                    | 2                                                                    | 2                                                                    | 2                                                                    | 3                                                                    | 9                                                                    | 10                                                                   | 13                                                                   | 13                                                                   | 15                                                                   | 18                                                                   | 16                                                                   | 17                                                                   | 12                                                                   | 9                                                                    | 10                                                                   | 9                                                                    | 7                                                                    | 5                                                                    | 4                                                                    | 3                                                                    | 3                                                                    | 9                                                                    | 14                                                                   | 19                                                                   |
| Week                                                                 | 29                                                                   | 30                                                                   | 31                                                                   | 32                                                                   | 33                                                                   | 34                                                                   | 35                                                                   | 36                                                                   | 37                                                                   | 38                                                                   | 39                                                                   | 40                                                                   | 41                                                                   | 42                                                                   | 43                                                                   | 44                                                                   | 45                                                                   | 46                                                                   |                                                                      | 47                                                                   | 48                                                                   | 49                                                                   | 50                                                                   | 51                                                                   | 52                                                                   | 53                                                                   |                                                                      |                                                                      |
| Nummer                                                               | 20                                                                   | 13                                                                   | 14                                                                   | 36                                                                   | 40                                                                   | 45                                                                   | 44                                                                   | 44                                                                   | 47                                                                   | 44                                                                   | 46                                                                   | 61                                                                   | 80                                                                   | 86                                                                   | 75                                                                   | 80                                                                   | 90                                                                   | 99                                                                   | uit                                                                  | 85                                                                   | 79                                                                   | 84                                                                   | 96                                                                   | 95                                                                   | 89                                                                   | 100                                                                  | uit                                                                  |                                                                      |

### Vlaanderen
| Nummer | 10 | 1  | 1  | 1  | 1  | 3  | 3  | 2  | 3  | 5  | 10 | 13 | 20 | 20 | 26 | 28 | 21 | 22  |
| Week   | 19 | 20 | 21 | 22 | 23 | 24 | 25 | 26 | 27 | 28 | 29 | 30 | 31 | 32 | 33 | 34 | 35 |     |
| Nummer | 16 | 16 | 18 | 22 | 22 | 19 | 23 | 21 | 15 | 16 | 23 | 28 | 34 | 41 | 43 | 44 | 46 | uit |